# Bishnu Malakar
Bishnu Malakar (ur. 9 listopada 1959) – nepalski bokser, uczestnik Letnich Igrzysk Olimpijskich 1980.
Na igrzyskach w Moskwie wystąpił w wadze lekkopółśredniej. W 1/16 finału przegrał przez RSC z reprezentującym Koreę Północną Ryu Bun-hwa.
Brał udział w mistrzostwach Azji w 1980 roku, gdzie odpadł w 1/8 finału (na punkty pokonał go Hindus Bakshish Singh).